# 帕雷德斯德埃斯卡洛纳
帕雷德斯德埃斯卡洛纳，是西班牙卡斯蒂利亚-拉曼恰托莱多省的一个市镇。总面积25平方公里，总人口113人（2001年），人口密度5人/平方公里。